# 加藤也大
加藤也大（かとう なりひろ、1991年10月17日 - ）は、日本の映画監督。愛知県出身、千葉県在住。過去には「ぼんさい」名義で活動していた。独学で映像制作を学び、短編映画やミュージックビデオを中心に活動している。

## 経歴
1991年10月17日、愛知県に生まれる。幼少期から映像表現に興味を抱き、独学で映像制作の技術を習得した。
キャリアの初期段階では、「ぼんさい」名義で主に映像作品の制作に携わっていた。この時期には短編映画「叙々苑に行こう」や「Tokyo.ink」、「滲み」などを手掛け、ミュージックビデオやプロモーションビデオも制作。これらの制作経験が、後の映画制作におけるリズム感のある作風に大きな影響を与えている。また、2017年にはグラフィックアート展にも参加している。
その後、現在の「加藤也大」名義に活動名を変更し、短編映画の制作にも意欲的に取り組むようになる。千葉県を拠点に活動している。

## 作風
加藤也大は、映画監督としてのキャリアを独学でスタートさせ、その独特な映像表現と編集スタイルで注目を集めている。過去には「ぼんさい」名義で活動していた時期もある。短編映画を中心に制作を行い、数々の映画祭で受賞歴を持つ。映画としては珍しいカット割や編集、音楽との融合によるリズム感のある作品が特徴。。過去の「ぼんさい」名義での活動で培われた経験が色濃く反映されている。また、映像以外にも写真やグラフィックアートなど多岐にわたる表現活動を行っている。作中の音楽と映像を巧みに組み合わせることで、観客が気持ちよく、リズムよく観られるような作品を目指している。

## 監督作品

### 短編映画
- 『叙々苑に行こう』 - 「ぼんさい」名義での作品。『調布で撮る！短編映画』優秀賞、福井駅前短編映画祭2017 優秀賞、立川名画座通り短編映画祭ノミネート、伊勢崎短編映画祭ノミネート、MKE短編映画祭ノミネート
- 『Tokyo.ink』 - 「ぼんさい」名義での作品。
- 『滲み』 - 「ぼんさい」名義での作品。 第13回下北沢映画祭にノミネートされ、福井駅前短編映画祭2021優秀賞を受賞。
- 『そうとうまぬけ』（2023年製作、主演：佐咲日菜、濱仲太）おおぶ映画祭で上映された。 神戸インディペンデント映画祭2023編集賞、第4回恵那峡映画祭 敢闘賞、第8回福井駅前短編映画祭 優秀賞
- 『タバコが旨い話』（2024年製作、主演：佐咲日菜、野上桜禅） - 福井駅前短編映画祭、沖縄NICE映画祭で上映された。第9回福井駅前短編映画祭グランプリ・福井駅前賞、神戸インディペンデント映画祭2024準グランプリ、沖縄NICE映画祭3NICE特別賞

### ミュージックビデオ/ プロモーションビデオ
- ホシノカオリ『僕は好きと伝えたい』（MV）
- 『12/14 映像日記』
- 佐咲日菜主演の複数のミュージックビデオやプロモーションビデオ
- 『pink』（ユミコテラダンス出演）